# Kazimierz Zienkiewicz (powstaniec styczniowy)
Kazimierz Zienkiewicz (ur. 3 marca 1846 w Warszawie, zm. 3 października 1925 we Lwowie – kapitan w powstaniu styczniowym, sybirak, pamiętnikarz, odznaczony Virtuti Militari i dwukrotnie Krzyżem Walecznych.

## Życiorys
Jego ojcem był Feliks Zienkiewicz herbu Leliwa kupiec warszawski. Matka Józefa Kwiatkowska zginęła w czasie masakry 8 kwietnia 1861 r. na Placu Zamkowym. Kazimierz poprzysiągł wtedy zemstę na Rosjanach.
Po wybuchu powstania styczniowego przyłącza się do walczących. Wziął udział w 15 bitwach i potyczkach. W czasie walk dwukrotnie ranny, raz pod Rudnikami w prawą nogę i pod Ociesękami w prawą rękę. Awansuje stopniowo z podoficera na kapitana by pod koniec powstania zostać dowódcą kompanii. Służył w żuawach śmierci w oddziale Zygmunta Chmieleńskiego i Władysława Sokołowskiego-Iskry.
W 1864 r. pochwycony przez Rosjan pod przybranym nazwiskiem Ludwika Wysockiego zostaje zesłany na osiedlenie na Syberii. Po sześcioletnim pobycie w Guberni janisejskiej na skutek amnestii przybywa w 1870 do Lwowa gdzie osiada na stałe jako urzędnik magistratu. Tu zakłada rodzinę i wychowuje dwoje dzieci. W chwilach wolnych zajmuje się publicystyką i dziennikarstwem, pisze wierszowane gawędy o treści patriotycznej publikowane w miejscowych periodykach. Opracowuje obszerne wspomnienia z powstania pt.: „Wspomnienia powstańca 1863 roku” wydane po jego śmierci.
W czerwcu 1923 w stopniu kapitana zaliczony do Korpusu Weteranów. Za zasługi bojowe w czasie powstania otrzymuje krzyż Virtuti Militari V klasy, oraz dwukrotnie Krzyż Walecznych.
Zmarł 3 października 1925. Pochowany z honorami wojskowymi na cmentarzu Łyczakowskim.